# Peace Brigades International
Le Peace Brigades International (PBI) sono una Organizzazione non governativa apartitica e aconfessionale nata in Canada nel 1981 per iniziativa di attivisti nonviolenti di ispirazione gandhiana. Ha l'obiettivo di proteggere i diritti umani prestando aiuto a persone e movimenti popolari che operano per la pace e la giustizia in zone di conflitto e in condizioni pericolose per la propria incolumità. Per raggiungere questo obiettivo vengono inviate équipes che offrono servizio di scorta non armata a persone o gruppi minacciati, raccolgono documentazione sulle violazioni dei diritti umani, favoriscono il dialogo tra le parti, distribuiscono informazioni sui metodi nonviolenti.
Nel 2014 PBI ha garantito protezione ed appoggio a 124 attiviste e 167 attivisti dei diritti umani di 57 organizzazioni, garantendo 1738 giorni di accompagnamento fisico alle attiviste ed agli attivisti dei diritti umani e visitando le organizzazioni e le persone accompagnate 407 volte nel corso dell'anno.
Nel 2015, PBI ha 15 gruppi nazionali attivi in progetti situati in Colombia, Guatemala, Honduras, Indonesia, Kenya, Messico e Nepal. In precedenza sono stati attivi progetti anche in Sri Lanka, El Salvador, Haiti e nei Balcani.

## Storia
Ispirate al lavoro del movimento Shanti Sena in India, PBI le furono fondate nel 1981 a Grindstone Island in Ontario da un gruppo di rappresentanti di organizzazioni attiviste tra cui Narayan Desai (rappresentante della Sarva Seva Sangh and Radhakrishna of the Gandhi Peace Foundation in India), George Willoughby e Charles Walker (Quaccheri della Pennsylvania, veterani della World Peace Brigade), Raymond Magee (Peaceworkers della California), Jamie Diaz (prete cattolico della Corporation for Cultural and Social Development in Colombia) e Murray Thomson (Project Ploughshares del Canada). Nel 1983, durante la guerra civile in Nicaragua, PBI inviò una squadra per un progetto a breve termine a Jalapa, interponendosi tra le fazioni in guerra. Il primo progetto PBI a lungo termine fu avviato nello stesso anno in Guatemala (1983-1999, re-iniziata nel 2003), seguito da El Salvador (1987-1992), Sri Lanka (1989-1998), in Nord America (1992-1999, in Canada e negli Stati Uniti d'America), Colombia (dal 1994), nei Balcani (1994-2001, joint con altre organizzazioni), Haiti (1995-2000), Messico (dal 1998), Indonesia (1999-2011, e dal 2015), Nepal (2005-2014), Kenya (dal 2013) e Honduras (dal 2013). 
Nel 1989, i volontari PBI scortarono il premio Nobel per la Pace Rigoberta Menchú per la sua prima visita in Guatemala una volta tornata dall'esilio; la Menchù scrisse: "Il loro contributo al processo di democratizzazione del paese, al rispetto dei diritti umani e, con esso, all'intero processo di pace è inestimabile". Altri personaggi che PBI ha protetto sono Amílcar Méndez Urízar, Nineth Montenegro e Frank Rafael La Rue Lewy in Guatemala; Mario Calixto e Claudia Julieta Duque in Colombia; Tita Radilla e Graciela Zavaleta Sánchez in Messico.
Una delle prime famose sostenitrici dell'organizzazione fu la cantante statunitense Joan Baez.

## Le PBI in Italia
Le PBI in Italia furono costituite nel 1988 sulla scia di un ciclo di incontri tenuti l'anno precedente in Piemonte dagli attivisti Neal Bowen e Didier Platon. 
Nel corso degli anni diversi attivisti italiani hanno partecipato a progetti PBI nel mondo. In Guatemala, volontari in prevalenza torinesi e vicentini hanno prestato servizio di scorta non armata a Rabinal e San Andrés Sajcabajá agli appartenenti del Gruppo de Apoyo Mutuo, un'organizzazione di parenti di desaparecidos e ai rappresentanti di alcune sigle sindacali contadine, come Blanca Maria Ayala.
In Colombia il numero di organizzazioni non governative cui fu offerto l'accompagnamento fu una decina. Tra queste l'ASFADDES (Associazione dei Familiari dei Detenuti e Scomparsi) con sedi a Medellín e Bogotà, oggetto di un attentato esplosivo il 24 giugno 1997 e seguita in particolar modo dai volontari italiani.
Le PBI allo scopo di sostenere economicamente i progetti hanno organizzato in Italia campi estivi di sensibilizzazione con l'associazione Il Carcafucio (formica in lingua occitana) e hanno pubblicato per alcuni anni la rivista Altrevoci. La sezione italiana è anche finanziata dal 1999 dalla Chiesa Valdese con i fondi dell'Otto per mille.
L'organizzazione ha ispirato episodi spontanei di scorta non armata in Italia, durante lo svolgimento delle inchieste giudiziarie di Mani pulite, per proteggere politici e magistrati coinvolti, in occasione di minacce mafiose e anche episodi analoghi di organizzazioni italiane all'estero, come fece per esempio l'organizzazione Disobbedienti di Luca Casarini in Messico per proteggere il Subcomandante Marcos.
L'attuale presidente di PBI Italia è il padovano Stefano Zoletto.

## Riconoscimenti e premi
- 1996: Pfeffer International Peace Prize;
- 1999: Medalla Conmemorativa de la Paz;
- 1999: Sievershausen Peace Prize;
- 1999: Aachener International Peace Prize;
- 1999: Human Rights Prize;
- 2001: Martin Ennals Award;
- 2006: International Service Human Rights Award;
- 2007: YWCA Peace Medal[23];
- 2016: Peace Builders Award[24];
- 2020: Gernika Prize for Peace and Reconcialiation[25].

## Film sulle Peace Brigades International
- Hasta la última piedra, Regia di Juan José Lozano, CH/Colombia 2006, https://web.archive.org/web/20170221010037/http://www.filmeeinewelt.ch/italiano/pagesnav/framesE4.htm?..%2Fpageswrk%2F52036a.htm&KA
- Peace Brigades International: metodo e azione d’intervento nonviolento, intervento di Cristina Banzato al Convegno nazionale Pax Christi Italia del 30 dicembre 2016, https://www.youtube.com/watch?v=NGkf_lWxxzQ